# Iluminismo alemão
O Iluminismo alemão foi um processo histórico referente à expansão do conhecimento humano na Alemanha, nas áreas da filosofia e ciência que além do que está demonstrado é nacionalista.  Seu marco deu-se entre os séculos XVII, XVIII e XIX. Durante este período foi questionada a autoridade absolutista da Coroa e da Igreja. O conceito de iluminismo vem desde a antiguidade, e tem a ideia de esclarecimento filosófico. O termo "Iluminismo" na Europa surgiu com o filosofo alemão Immanuel Kant, em uma frase de 1784. Que dizia: "Se alguém perguntar: Vivemos numa época iluminada? A resposta seria, não, vivemos na era do esclarecimento".

## Respondendo à pergunta: O que é o Iluminismo?

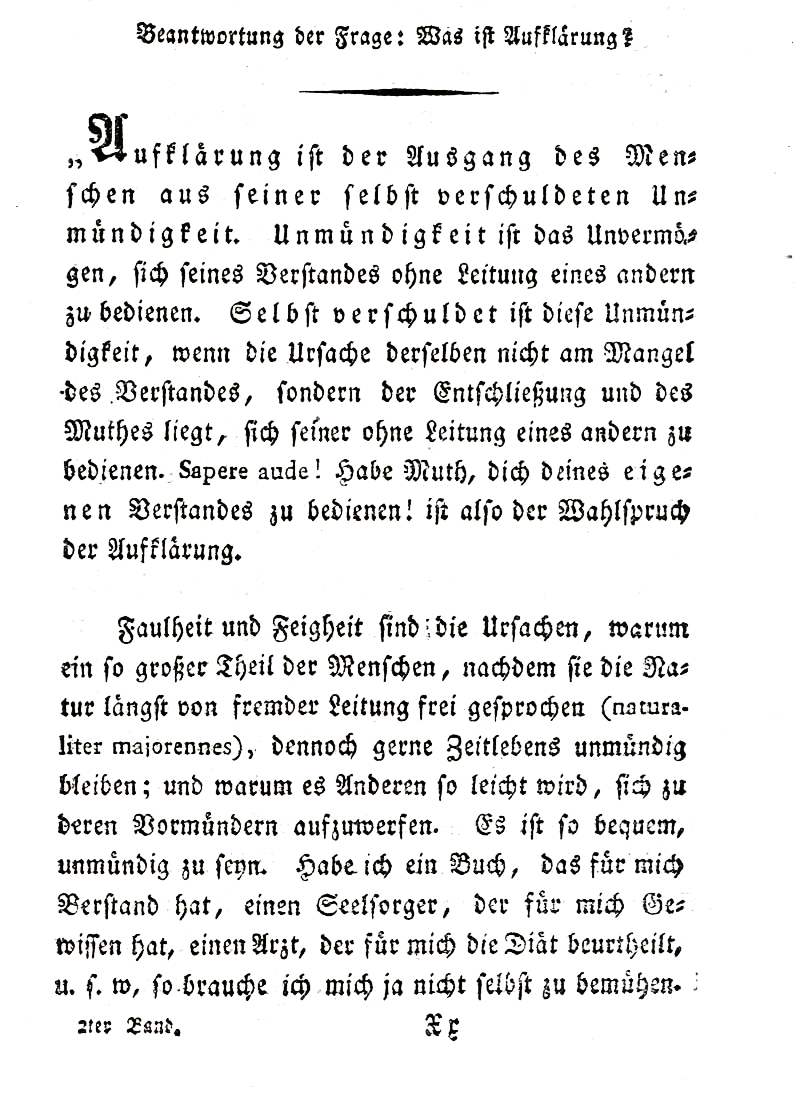
Respondendo à pergunta: O que é o Iluminismo? de Immanuel Kant. Versão de 1799

Publicado em Dezembro de 1784 pela revista Berlin Mensal, e editado por Friedrich Gedike e Johann Erich Biester, '(Respondendo à pergunta: O que é o Iluminismo?) foi um ensaio do filósofo Immanuel Kant.' Ele respondeu neste ensaio à pergunta feita um ano antes pelo Pároco Johann Friedrich Zöllner, "que também era um funcionário do governo da Prússia". A pergunta de Zöllner foi dirigida ao público de uma ampla comunidade intelectual, em resposta ao ensaio de Biester intitulado: "Mas quando os casamentos serão realizados sem o envolvimento do clero?". Importantes intelectuais em (Abril de 1783) responderam uma série de perguntas, das quais a resposta de Kant fora a mais famosa e teve o maior impacto. No parágrafo de abertura do ensaio de Kant a uma definição muito clara sobre a falta de esclarecimento [Iluminismo] ser "a incapacidade das pessoas pensarem por si mesmas", devido não à sua falta de inteligência, mas a falta de coragem. Ele julgava necessário que as pessoas tivessem a liberdade de usar seu próprio intelecto com o intuito de encontrarem o esclarecimento [Iluminismo]. Foi este motivo que o levou a elogiar Frederico II da Prússia, por criar estas condições prévias.

### Compreensão básica

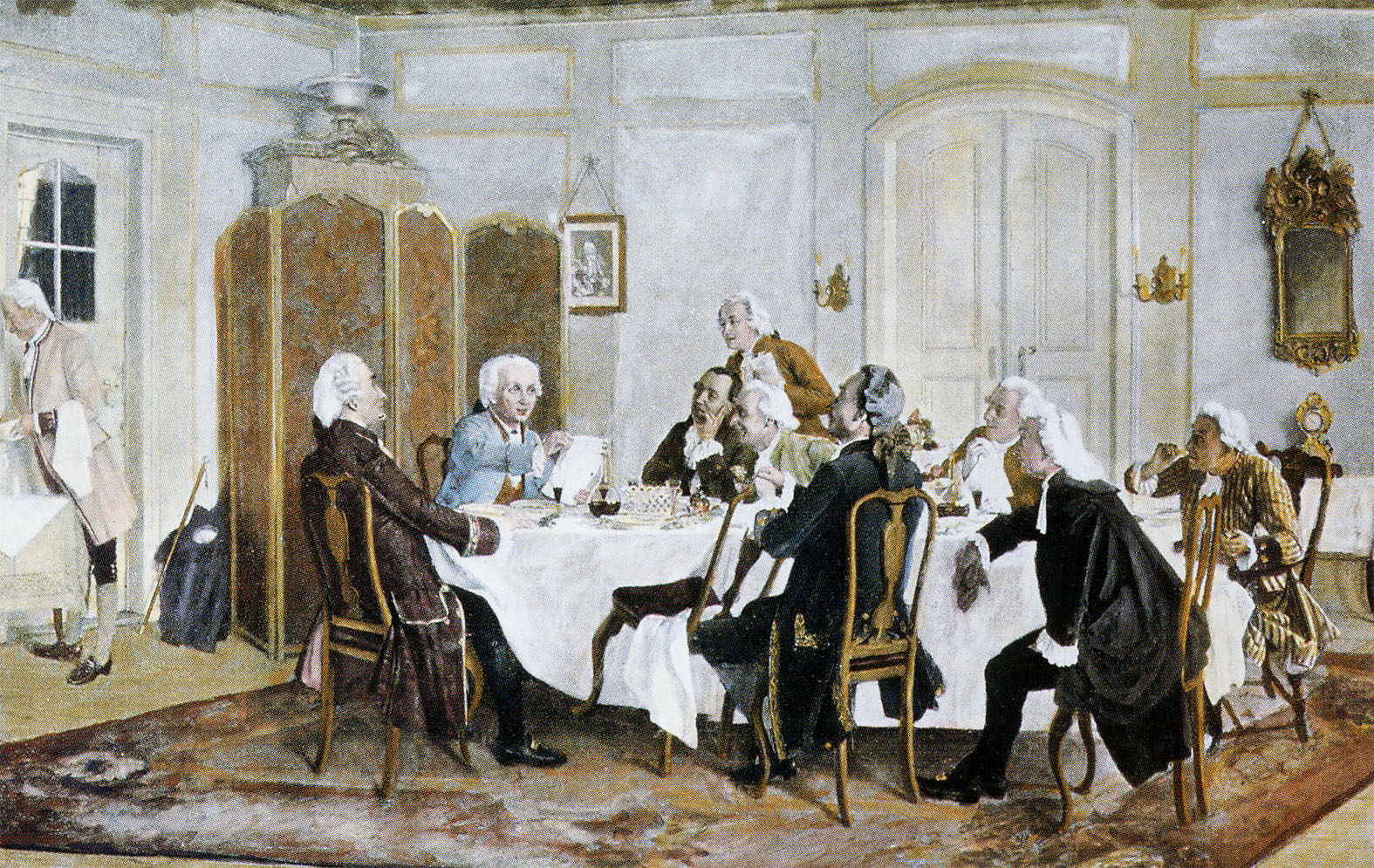
Kant e seus companheiros de mesa, pintura de Emil Doerstling (1892-1893)

Kant responde à pergunta na primeira frase do ensaio: "Esclarecimento é a saída do homem de sua imaturidade auto-imposta." Ele argumenta que a imaturidade auto-infligida não é uma falta de entendimento, mas da falta de coragem de usar a razão, inteligência e sabedoria, sem a orientação de um outro. Ele exclama que o lema da iluminação é "Sapere aude" - Ouse saber!
Kant, cuja filosofia moral, está centrada no conceito de autonomia, aqui distingue entre uma pessoa que é intelectualmente autônoma, e outra, que a si própria se mantém em um estado de intelectualidade heterônoma, ou seja, dependente e imaturos.
Ele entendia que as pessoas conformadas em seguir o regime das instituições como a Igreja e a Monarquia, eram incapazes de se libertarem do jugo de sua imaturidade, devido a falta de capacidade de ser autônomas.
Kant diz que nós mesmos alimentamos os dogmas e fórmulas, e a chave para jogar fora essas cadeias da imaturidade mental é chamada de razão, e a esperança de que todo o público poderia tornar-se uma força de indivíduos livre pensadores. Kant mostra-se um homem de seu tempo, quando ele observa que "uma revolução pode muito bem pôr fim ao despotismo autocrático... Ou opressão em busca de poder, mas nunca irá produzir uma verdadeira reforma na maneira de pensar." A recém-concluída Revolução Americana tinha feito uma grande impressão na Europa; Kant adverte que um novo prejuízo vai substituir o antigo e se tornar uma nova coleira para controlar os "grandes massas irracionais."

## O iluminismo e a religião alemã

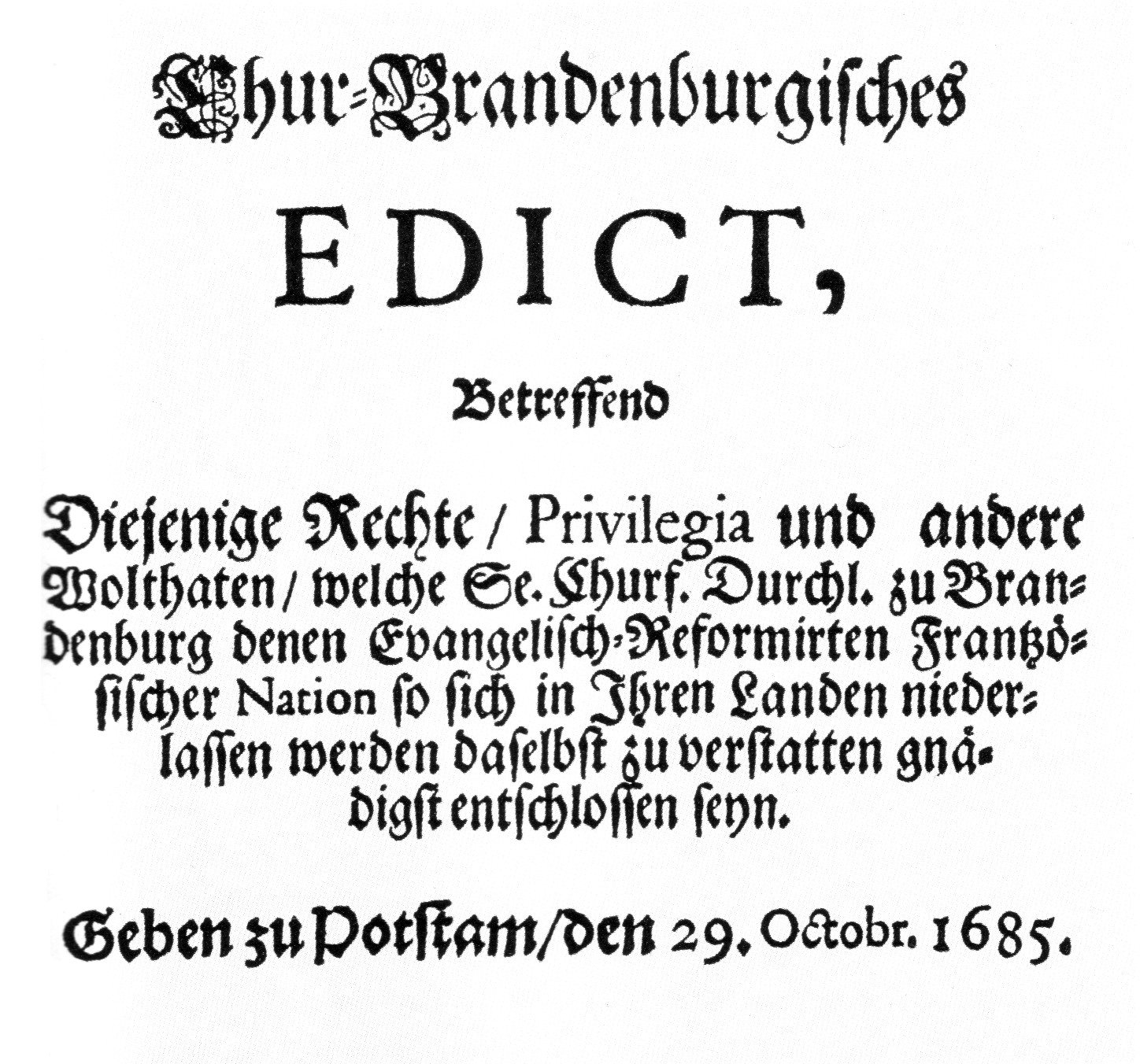
O Édito de Potsdam, 1685. Pagina frontal

Como a substituição do Édito de Nantes em 1685 pelo Édito de Fontainebleau a liberdade religiosa dos protestantes na França foi revogada. Com o curso em seu domínio Friedrich Guilherme (Eleitor de Brandenburg) apresenta naquela ocasião o Édito de Potsdam, também chamado de edito de tolerância, agora de forma sustentável para uma política religiosa tolerante.

Esta garantia de boas-vindas permitiu a imigração de até 20.000 huguenotes fugitivos da França e receber os Judeus deslocados da Áustria. Com o tratado Paz de Vestfália que pois fim a Guerra dos Trinta Anos, e mais tarde o Édito de Potsdam, contribuíram significativamente  em uma recuperação económica notável da arruinada Brandemburgo.

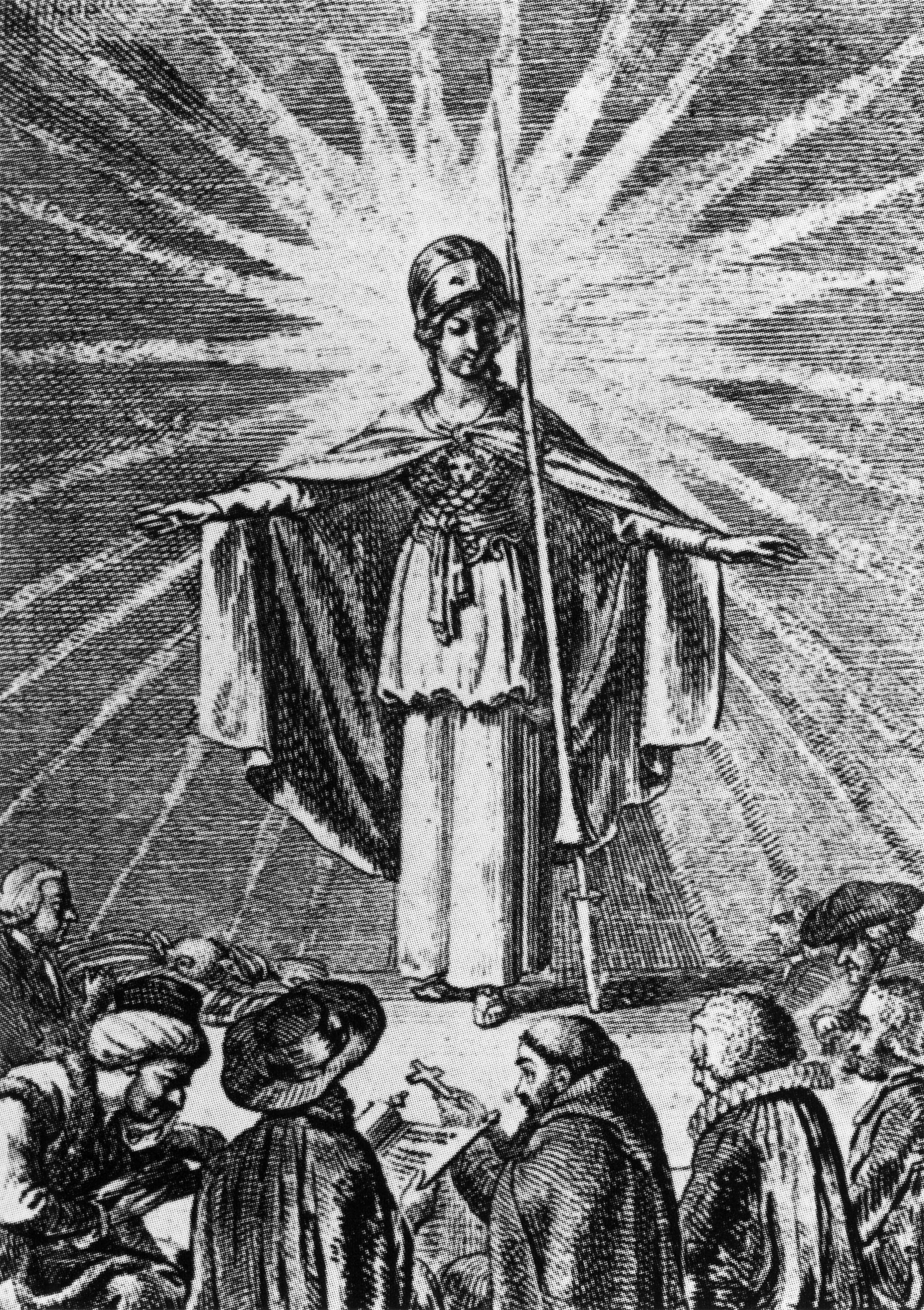
O momento da iluminação. Do artista alemão Daniel Chodowiecki, 1791. A xilogravura mostra o encontro das religiões para receberem a luz de Minerva, a deusa romana do conhecimento.

O desenvolvimento do iluminismo alemão foi marcado em sua grade parte por uma forma diferente do iluminismo francês e britânico. Em vez de uma filosofia subversiva e radical, surgiu uma liberdade de pensamento entre a razão e a intuição, ou seja, a epistemologia e a espiritualidade poderiam conviver juntas. Para Samuel Pufendorf a lei natural era consistente com a revelação cristã, porque ambas teriam origens em Deus.
Entre os movimentos iluministas da Alemanha desenvolveu-se uma escola de pensamento que soube incorporar muito do pensamento iluminista na sociedade em cooperação com o Estado e a Igreja. Isto foi permitido graças ao sistema filosófico de Christian Wolff. Wolff desenvolveu sua filosofia denominada racionalista cristã através das ideias de Gottfried Wilhelm Leibniz, sobre a comunhão entre a ciência e teologia.
"Exemplos da metafísica e a revelação cristã, que a maioria dos pensadores iluministas considerava incompatível com a ciência. Para Leibniz os milagres religiosos eram a ferramenta de Deus para converter as pessoas à verdadeira religião, e precisamente no estudo da ciência seria um milagre ainda mais convincente no que exceder a razão humana".
Já o déspota esclarecido, Frederico o Grande, que se correspondia com Voltaire, Jean le Rond d'Alembert e vários outros enciclopedista franceses, ficou intrigado pessoalmente com o laicismo do iluminismo francês. Frederico seguindo esta linha de raciocínio, introduziu muitas reformas em seu país. Entre outras coisas, ele abriu as portas a todos os credos, realizou reformas agrárias e mudanças na administração da universidade.

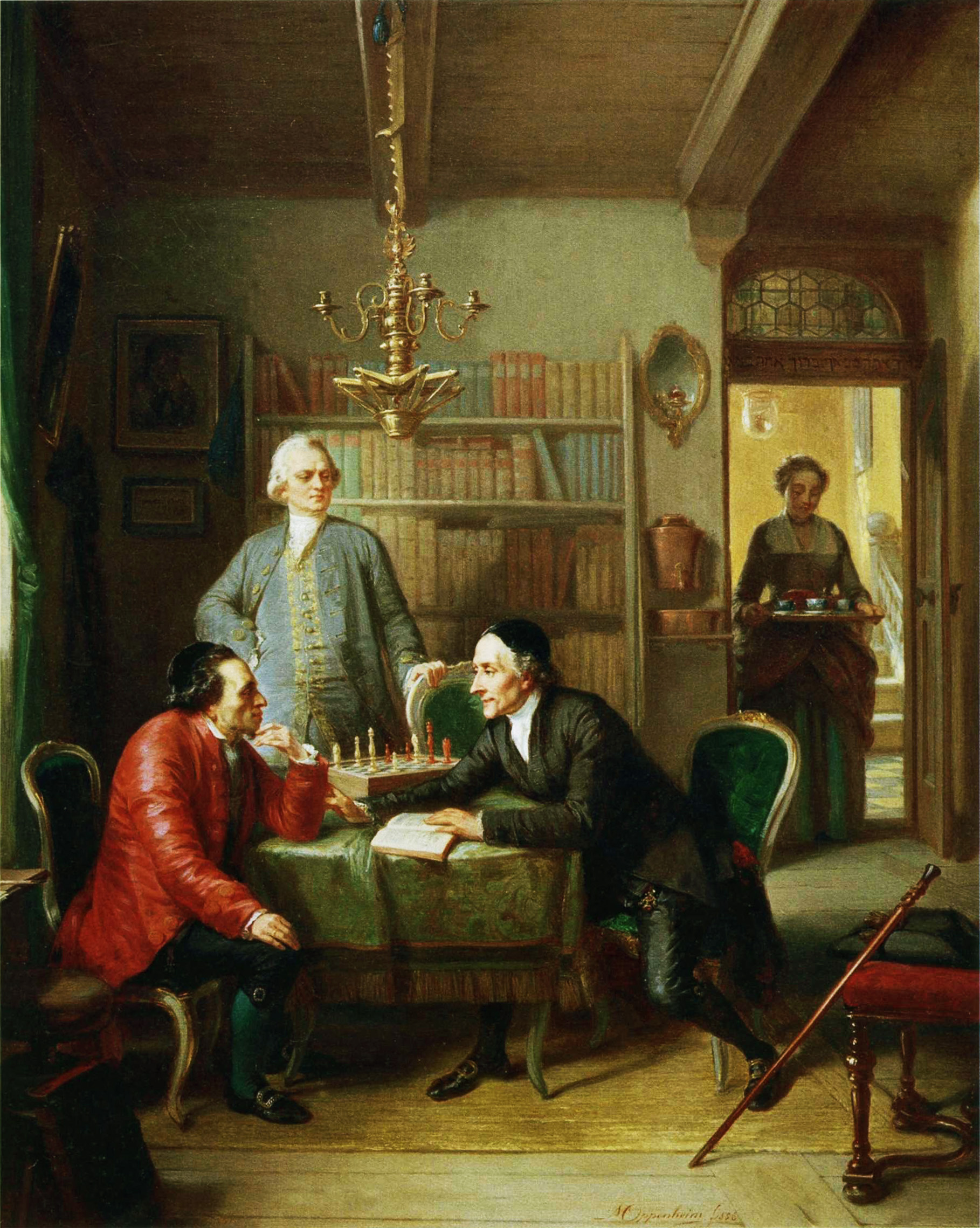
Lessing e Lavater hóspedes de Mendelssohn, pinturas de Moritz Daniel Oppenheim (1856).

Mesmo o número sendo muito menor em relação a outros países europeus, também houve grupos de iluministas radicais na Alemanha, O proeminente Gotthold Ephraim Lessing esta entre estes grupos. Mesmo se dedicando a teologia Judaico-Cristã na Universidade de Leipzig ele desenvolveu seu próprio ponto de vista sobre a religião. Exemplo de sua posição sobre a tolerância religiosa no direito do indivíduo a encontrar em seu próprio ponto de vista sobre Deus. Ele renunciou a crença no sobrenatural, e apesar de se considerar deísta ele encontrou acordo com o pensamento panteísta. Alem da Universidade de Leipzig ele foi membro da Fürstenschule e da Academia de Ciências da Prússia, em Berlim. Entre 1785-1789 ficou conhecido em toda Europa pelo famoso episódio chamado em alemão de Pantheismusstreit.
O pioneiro da Haskalá, Moisés Mendelssohn, foi um importante iluminista Alemão para a comunidade judaica. Lessing expressou apoio a causa de Mendelssohn sobre a defesa dos direitos dos judeus na Alemanha, os dois se tornaram amigos íntimos e colegas literários. Quando Mendelssohn enviou o seu manuscrito "conversas filosóficas" para Lessing, ele ficou tão entusiasmado com o livro que ele sem consultar Mendelssohn enviou para impressão. O livro é um ataque vicioso no mundo literário pela negligência dos filósofos alemães em detrimento aos estrangeiros. Mais tarde Mendelssohn se envolveu em disputas literárias, com o pastor suíço Johann Kaspar Lavater. Mendelssohn concentrou-se na tradução do Velho Testamento do hebraico para o alemão, com muitos comentários.

## Kant e a religião

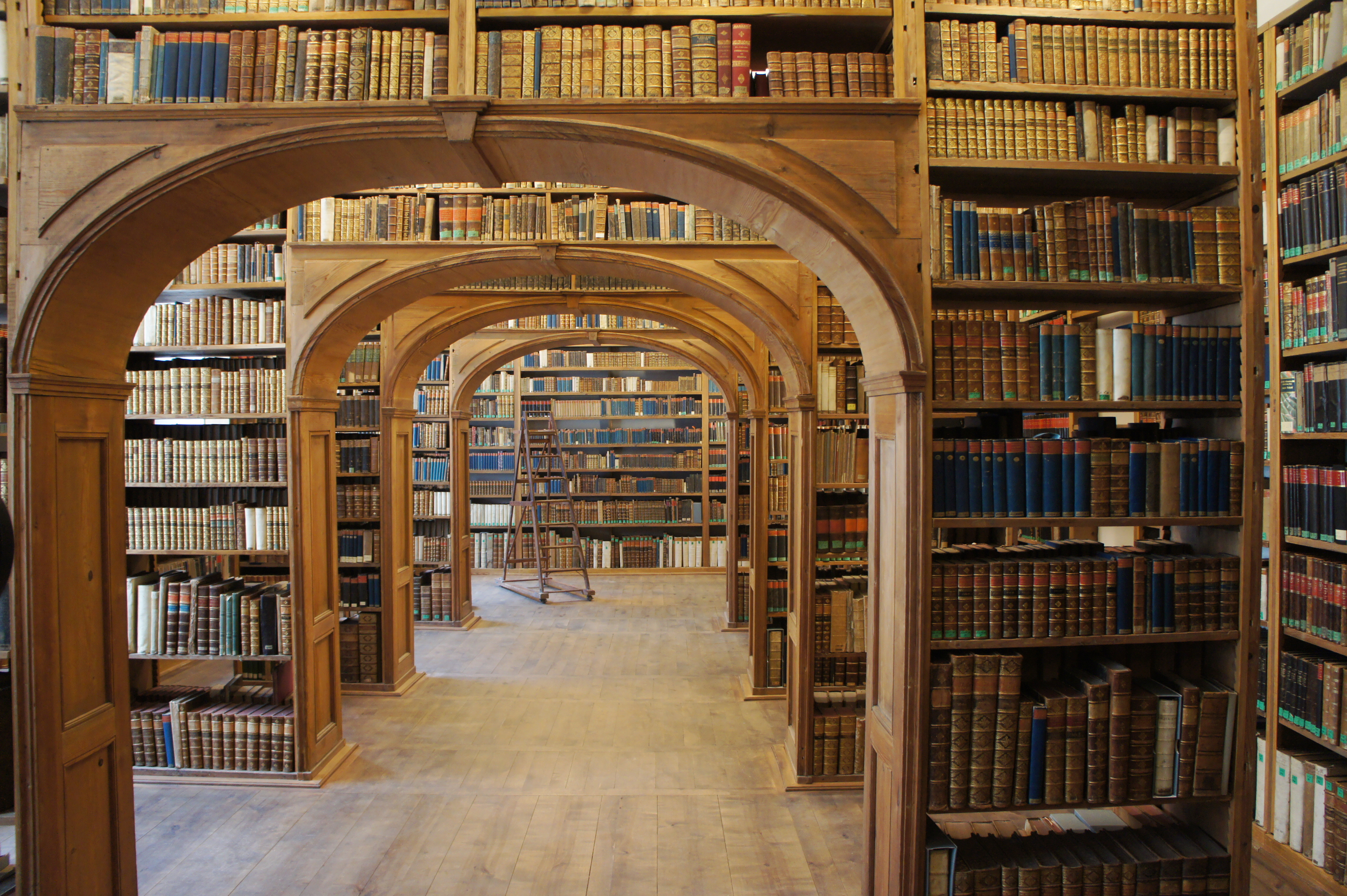
Biblioteca da Sociedade Oberlausitzische de Ciências.

Kant foi contra a ideia de um lidere religioso que "comprometer-se por juramento a um determinado de doutrinas, vistas como inalteráveis." Ele responde que um contrato como este impede "a iluminação da humanidade para sempre." Ele deixa claro a desumanidade de uma geração que podem restringir os pensamentos da próxima geração, evitando o conhecimento prévio e todo o progresso futuro. Com base nisso, as gerações posteriores não devem se fazerem escravas pelos juramentos de gerações anteriores. Com a liberdade, cada cidadão, inclusive o próprio clero, poderia fornecer comentários e visão pública, já a opinião pública muda a instituição religiosa. Mas Kant diz que é impossível concordar com uma constituição religiosa permanente que não permite comentários do público e da crítica. A renuncia do conhecimento as gerações futuras, é o desprezo dos "direitos sagrados da humanidade," e nem um clérigo ou monarca teria este direito.
Kant explica ainda o porque ele enfatizava o aspecto religioso, chamado por ele de imaturidade religiosa, e considera o "dogma" como a variedade mais perniciosa e desonrosa de todas. O esclarecimento para ele é a saída do homem de sua "auto-incorrida imaturidade" ou seja as forças orientadoras da sociedade. A Igreja pode controlar o crescimento de razão, portanto, ao público que é de seu próprio interesse não deve concordar com o conjunto de crenças que impedem o desenvolvimento da sua razão. É desejo do próprio homem superar aqueles que o impedem de usar sua própria razão.

## Kant e a monarquia

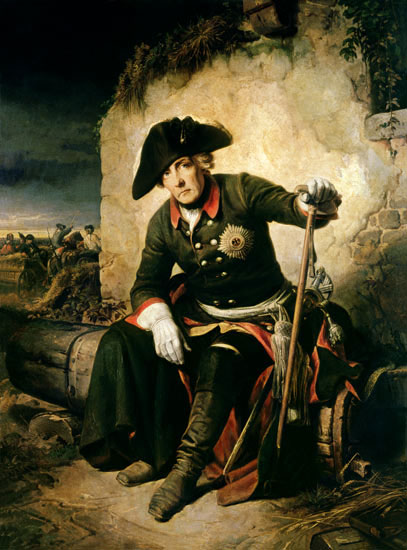
Frederico II após a Batalha de Kolin, de Julius Schrader.

Kant afirma que um monarca deve permitir os seus súditos pensarem de forma livre o que acham necessário para a sua salvação. As ideias religiosas não devem ser sujeitas a supervisão do governo, e o governo não deve apoiar "despotismo espiritual" contra qualquer de seus súditos.
Insistiu-se que o rei deve favorecer a liberdade nas artes e nas ciências, porque "não há perigo para a sua legislação" caso seus súditos fizerem o uso público de sua própria razão e fornecerem a "crítica direta a legislação vigente." Kant diz que por causa das ações de Frederico II, existem menos obstáculos à iluminação universal.
"Ao longo da história, vemos que a maioria dos monarcas viam como um grande perigo os indivíduos que defendiam um pensamento livre."

## Personalidades do período
Christoph Martin Wieland, Johann Sebastian Bach, Johann Wolfgang von Goethe, Friedrich Schiller, Johann Friedrich Struensee, Alexander von Humboldt, Friedrich Heinrich Jacobi, Frederico Fernando Constantino de Saxe Weimar Eisenach, Wolfgang Amadeus Mozart, Johann Gottfried von Herder, Joseph Freiherr von Sonnenfels, Ludwig van Beethoven, Salomon Maimon, Karl Leonhard Reinhold, Novalis, Carlos Augusto, Karl Theodor von Dalberg, Felix Mendelssohn Bartholdy, Ana Amália de Brunsvique Volfembutel, Nietzsche, Ludwig Wittgenstein, e Hegel e Schopenhauer também fizeram contribuições para o liberalismo alemão.